# أليكسي ميخييف
أليكسي ميخييف هو لاعب كرة قدم روسي في مركز الهجوم، ولد في 15 يناير 1998 في نوفوسيبيرسك في روسيا. لعب مع سيبير نوفوسيبيريسك.